# Батальон имени Номана Челебиджихана
Батальон имени Номана Челебиджихана (укр. Батальйон імені Номана Челебіджіхана, крымскотат. Noman Çelebicihan adına milliy gvardiya batalyonı) — крымскотатарское вооружённое формирование Украины, принимавшее участие в блокаде Крыма. Также принимало участие в вооружённом конфликте на востоке Украины на стороне Украины в качестве диверсионно-разведывательных групп. Состоит преимущественно из крымских татар из Крыма.

## История
Создан в начале 2016 года при содействии Ленура Ислямова. Назван в честь первого председателя правительства Крымской народной республики, образованной в годы Гражданской войны в России Номана Челебиджихана. С января 2016 года, наряду с Меджлисом крымскотатарского народа, Правым сектором, ДУК, Гражданским корпусом Азова и другими формированиями некоторое время участвовал в гражданской блокаде Крымского полуострова, аннексированого Россией, а также, в качестве диверсантов и разведчиков участвовал в конфликте на Донбассе. Известно также, что батальон получал помощь от министерства обороны Турции в виде денег и униформы.
По состоянию на январь 2016 батальон считался частично сформированным. Его численность составляла более 250 человек. Батальон дислоцировался на административной границе с Крымом возле села Чонгар. 
На территории РФ члены батальона подверглись уголовному преследованию. С 1 июня 2022 батальон признан в России террористической организацией.

## Командиры
- Ислямов, Ленур Эдемович — командир батальона[16][17][18][19].